# Дзеркало (альбом)
«Дзеркало» — альбом гурту «Танок на Майдані Конґо», що вийшов 2014 року.

## Композиції
| #     | Назва                                                            | Автор слів      | Автор музики          | Тривалість |
| ----- | ---------------------------------------------------------------- | --------------- | --------------------- | ---------- |
| 1.    | «Welcome 2 Congo Square (скіт by Юрій Горбунов)»                 |                 |                       | 0:35       |
| 2.    | «Дзеркало»                                                       | Фоззі           | ТНМК                  | 3:52       |
| 3.    | «Многая літа (скіт by Андрій Середа)»                            |                 |                       | 0:44       |
| 4.    | «В наступному»                                                   | Фоззі           | ТНМК                  | 5:03       |
| 5.    | «Я починаю (скіт by дід Панас)»                                  |                 |                       | 0:39       |
| 6.    | «Гупало Василь»                                                  | Фоззі           | ТНМК                  | 3:36       |
| 7.    | «Сни (скіт by дід Панас)»                                        |                 |                       | 0:17       |
| 8.    | «Там, де ти тепер»                                               | Фоззі           | ТНМК                  | 4:52       |
| 9.    | «Репертуар (скіт by Юрій Горбунов)»                              |                 |                       | 0:34       |
| 10.   | «Фідель»                                                         | Фоззі           | ТНМК                  | 3:24       |
| 11.   | «Цезар (скіт by Cesar)»                                          |                 |                       | 0:09       |
| 12.   | «Своя ріка»                                                      | Фоззі           | ТНМК                  | 4:22       |
| 13.   | «14.06.14. (скіт by Сергій Притула)»                             |                 |                       | 0:45       |
| 14.   | «Файне місто Тернопіль»                                          | С. Кузьмінський | Брати Гадюкіни / ТНМК | 3:49       |
| 15.   | «Не получится (скіт by Вахтанг Кікабідзе)»                       |                 |                       | 0:40       |
| 16.   | «Qari Qris feat Mgzavrebi»                                       | Фоззі           | ТНМК                  | 3:40       |
| 17.   | «GPS (скіт by Анна Заклецька)»                                   |                 |                       | 0:23       |
| 18.   | «Тестостерон»                                                    | Фоззі           | ТНМК                  | 4:19       |
| 19.   | «Дискусія (скіт з фільму «Убити дракона»)»                       |                 |                       | 0:26       |
| 20.   | «Українська мрія»                                                | Фоззі           | ТНМК                  | 3:29       |
| 21.   | «Ми (скіт з фільму «Убити Дракона»)»                             |                 |                       | 0:24       |
| 22.   | «Небокрай»                                                       | Фоззі           | ТНМК                  | 4:50       |
| 23.   | «Відлуння (скіт by Ігор «Гоша» Арнаутов)»                        |                 |                       | 0:35       |
| 24.   | «Хоча я є»                                                       | Фоззі           | ТНМК                  | 3:52       |
| 25.   | «Насамкінець (скіт by Григорій Герман)»                          |                 |                       | 1:23       |
| 26.   | «Війна Світів»                                                   | Фоззі           | ТНМК                  | 4:28       |
| 27.   | «Урок (скіт by Григорій Герман)»                                 |                 |                       | 5:08       |
| 28.   | «Берег ріки (прихований трек, починається на 1:04 скіта «Урок»)» |                 |                       | 4:04       |
| 66:18 |                                                                  |                 |                       |            |

## Огляди
Оглядач Cultprostir позитивно оцінив альбом "Дзеркало". У своїй рецензії, оглядач зазначив що хоча «Дзеркало» не є банальним та простим для сприйняття альбомом, та ця його глибинність лише робить нові композиції гурту унікальними та неповторними.